# Rio Abunã
Rio Abunã är en flod  i Bolivia, på gränsen till Brasilien. Den är belägen i den norra delen av landet, 1 000 km norr om huvudstaden Sucre och mynnar ut i floden   Madeira. 
I omgivningen kring Rio Abunã växer i huvudsak städsegrön lövskog och området är nästan obefolkat, med mindre än två invånare per kvadratkilometer.